# 心理健康政策
心理健康政策（英語：mental health policy）是一套有系統性的價值、原則和宏觀目標，其目的是用來改善一個國家或地區人口的心理健康狀況。政策內涵包括倡導、促進、預防、治療與復健等部份，並會受到心理健康及疾病的概念化、社經脈絡、政治氛圍、服務結構、資源與治療的影響。

## 心理健康政策的價值、原則與目標
| 目標             | 價值                 | 原則 |
| ---------------- | -------------------- | --- |
| 改善人口健康狀況 | 心理幸福感           | - 社會與教育相關服務應併入心理健康促進的概念。 - 跨部門的合作與連結社區發展。                                               |
| 改善人口健康狀況 | 身心健康的不可分割性 | - 心理衛生應整合進入一般衛生體系。 - 心理疾病患者應為一般醫院收治。                                                         |
| 改善人口健康狀況 | 社區照護             | - 心理疾病患者應被提供最少限制的照護設施。 - 在接受住院治療之前應嘗試提供替代性的社區照護服務。                             |
| 回應民眾的期待   | 社區參與             | - 受助民眾應該參與服務的規劃、傳輸與評估的過程。 - 互助與倡導團體應該被鼓勵。                                               |
| 回應民眾的期待   | 文化相對論           | - 不同文化的觀點應受到重視。 - 傳統治療與非正規模式應扮演重要角色。                                                         |
| 回應民眾的期待   | 弱勢者的保護         | - 心理疾病患者的人權應被保護。 - 女性、兒童、老人、貧困者應有特定的心理健康策略。                                           |
| 提供財務上的保障 | 服務可近性與平等     | - 所有民眾，不因其居住區域、經濟地位、種族或社會條件，均能獲得心理健康相關服務。 - 心理健康服務的比重應均等於一般衛生醫療。 |

## 心理健康政策的角色功能
- 能提供一個整體性的心理健康藍圖，並描繪出欲達成的各項目標，以為未來行動奠定基礎。
- 能排列一個心理衛生服務的優先順序，此代表其問題的嚴重程度與相關處遇的成效情形。
- 能改善心理衛生服務或活動的相關發展與決定重點項目之過程。
- 能確認心理健康服務的利害關係人之角色與責任，並促使不同利害關係人的行動趨於一致性。

## 心理健康政策與服務的架構

### 政策向度與元素
| 向度     | 脈絡                                                          | 資源 | 服務 | 結果 |
| -------- | ------------------------------------------------------------- | --- | --- | --- |
| 重要元素 | - 社會結構與文化 - 公共政策 - 政府治理 - 群體民眾的需求與要求 | - 財務：公部門經費（稅收、健康保險）、民間機構（收費、捐贈、賑濟、保險、政府經費） - 人力資源：臨床與非臨床、輔助醫療、宗教或傳統治療、非政府組織、家屬、照顧者等人員 - 實體資本：醫療設備（病床、日間治療與復健、社區診所）、非醫療的公共設施（道路、學校、監獄）、資訊科技設備（電子病例系統、遠距醫療等） - 消耗品：不可重覆使用的醫療設備、藥品 - 社會資本：公民參與、互惠原則、社會信任度 | - 個人心理衛生服務：心理健康促進、初級預防、治療、復健、幸福 - 群體心理衛生服務：心理衛生教育、心理健康促進、物理環境的改善 - 跨部門的連結：心理衛生與社會福利、宗教、教育、復健、就業、工作、住宅、監獄、警政與其他 | - 個人或群體的身心健康 - 服務的結果：效率、可及性與平均、適當性、品質、效果 - 經濟性的結果：直接與間接成本、個人產能、外部效應、貧困者或其社區的受益 - 社會的結果：社會環境、人與人之間的關係、人與環境之間的關係 |
| 發展進程 | ==>                                                           | ==> | ==> | ==> |

### 精神卫生政策与服务指南所包括的模块
世界卫生组织《精神卫生政策与服务指南》所包括的模块，其中《精神卫生政策、计划和项目》是一个核心模块。

## 各國心理健康政策的發展現況
目前，心理健康問題的有效解決已成為國家責任與全球關注的焦點，但至今仍有四成的國家尚未制定心理健康政策，其中美洲國家占30%，非洲國家更高達50%。而一個國家心理健康政策的形成，常需5至10年的時間。

### 澳洲
1991年，澳洲聯邦政府首先發表「國家心理健康權利與責任的宣言」，文中清楚說明服務使用者、家屬、倡導者、服務提供者、社區等相關權利與責任。1992年，緊接推出第一期五年的全國心理健康計畫，其提供具體的政策架構與聯邦經費，並立基在「主流化」與「整合性」的共同目標。1998年開始第二期的全國心理健康計畫，此擴展至心理健康促進與心理疾病的預防及早期介入等重點方向，並且持續改革心理衛生服務的結構，以及發展心理健康促進的實證模式。2003－2008年之間為第三期的全國心理健康計畫。目前，已進入第四期的計畫階段（2009－2014年）。澳洲的心理健康政策分為聯邦與州政府兩個層級。如以下兩表所列：
| 層級                       | 政策別                                                          | 期程         | 相關促進與預防的內容 |
| -------------------------- | --------------------------------------------------------------- | ------------ | --- |
| 聯邦政府                   | 澳洲政府理事會之全國心理健康行動計畫                            | 2006－2011年 | 此政府整體計畫將努力透過促進、預防、早期介入與增加服務的可及性，以改善民眾心理健康狀況與提昇疾病復原能力。 |
| 聯邦政府                   | 第四期國家心理健康計劃 （页面存档备份，存于）                   | 2009－2014年 | 採用一種群體健康的策略，此項國家整體計畫的對象是所有經驗不同階段心理衛生問題與心理疾病的民眾，包括其照顧者與家人。這項計畫的重點部份在於社會包容（social inclusion）與復原、預防與早期介入、服務可及性、協同合作與照護連續性、品質改善與創新、責信（過程評估與報告）。 |
| 聯邦政府                   | 全國心理健康促進、預防與早期介入之行動計畫                      | 2000年       | 此項行動計畫提供一個能夠有效提昇心理健康、預防、早期介入等群體（population）介入的策略架構。 |
| 州政府（以新南威爾斯為例） | 投資一個更美好未來計畫 （页面存档备份，存于）                   | 2009年       | 此項長期計畫主要目標在傳遞最佳的服務給新南威爾斯民眾，其中重要的優先項目有藉由提供額外的社區心理衛生方案來有效改善心理健康的結果；擴展原住民部落相關服務；增加社區復健方案；改善年輕人相關早期介入與支持性的服務；新增心理衛生相關硬體設施；新的自殺防治策略。         |
| 州政府（以新南威爾斯為例） | 心理健康的新方向 （页面存档备份，存于）                         | 2006年       | - 跨生命歷程（life span）的促進、預防與早期介入相關服務。 - 改善與整合照護系統。 - 加大社區參與。 - 增加職場適應，使有較佳的勞動力。 |
| 州政府（以新南威爾斯為例） | 跨機構致力更佳心理健康計畫 （页面存档备份，存于）               | 2005年       | - 提供心理疾病發展風險或已屆心理疾病早期階段的民眾相關預防與早期介入服務。 - 提供生活在社區中的心理疾病患者相關社區支持性的服務。 |
| 州政府（以新南威爾斯為例） | 社區心理健康策略：從預防與早期介入到復原 （页面存档备份，存于） | 2007－2012年 | - 提昇心理健康與幸福。 - 在服務傳輸的過程中，嵌入有關復原的策略方式。 - 防止或較早介入心理疾病的初始或復發。 |
| 州政府（以新南威爾斯為例） | 原住民心理健康與幸福政策 （页面存档备份，存于）                 | 2006－2010年 | 政策目標在透過增進有文化敏感與回應的心理衛生服務之可及性，進而提昇澳洲原住民人口的心理健康與幸福感。此目標的達成亦需建立在穩固的工作關係、可接觸與能回應的心理衛生服務、不同年齡層的心理衛生服務、具支持與技巧的人力等條件。                                           |
| 州政府（以新南威爾斯為例） | 多元文化心理健康計畫 （页面存档备份，存于）                     | 2008－2012年 | 此省級的計畫重點在改善文化與語言多元的社區民眾之心理健康狀況，其優先策略聚焦在教育、預防、早期介入與具文化包容及回應性的心理衛生服務。 |

### 紐西蘭
1994年，紐西蘭政府衛生部正式提出國家心理健康政策，其強調提供民眾更多相關心理衛生服務，並承諾發展社區性的模式。1997年，開始進行第一期的心理健康計畫，重點在於服務品質的提昇，並由心理衛生委員會來監督各項計畫的執行成效。現今已進入第二期的十年心理健康計畫（2005－2015年），主題為「改善心理健康」，其十大面向與相關目標如下：
| 面向                 | 目 標 |
| -------------------- | --- |
| 促進與預防           | 提昇心理健康與幸福，並防止心理疾病與物質濫用。 |
| 建立心理衛生服務     | 建立與拓展心理衛生服務的範圍及選擇性，尤其是深受心理疾病影響的民眾。                                                                                                 |
| 立即性的服務         | 提供深受心理疾病或物質濫用影響的民眾一個即時服務。 |
| 心理復原的人力與文化 | 培育心理衛生與物質濫用防治相關人力資源，並促使在服務提供者之間形成支持性復原服務的文化，也就是以人為本、有文化能力，並且傳達出一個持續的承諾去確保或改善服務的品質。 |
| 原住民心理健康       | 持續擴大毛利人心理衛生與物質濫用相關服務的範圍、質量與選擇性。 |
| 基層保健照護         | 建立與加強基層保健照護相關部門的能力，以提昇心理健康與幸福，並回應心理病患與成癮者的服務需求。                                                                       |
| 成癮防治             | 改善物質濫用服務的可及性與可用性，並加強其與心理病患相關服務之間的連結。                                                                                             |
| 心理復原的經費機制   | 制定和實施相關心理衛生與物質濫用的支持性復原服務之經費分配機制，以確保品質與促進合作。                                                                               |
| 透明與信任度         | 增強服務、責信、資訊系統等信任程度。 |
| 群體合作             | 加強跨機構間的協同合作。 |

### 新加坡
2007年，新加坡政府首度提出國家心理健康政策與藍圖，其崇高的理想目標在於提昇全體人口的心理幸福感與建立復原力。另外，一群新加坡心理衛生研究院的研究人員，結合衛生部、南洋理工大學 （页面存档备份，存于）、南洋理工大學 （页面存档备份，存于）、美國智庫「蘭德公司 （页面存档备份，存于）」（Rand Corporation）等力量，正在研發一種符合當地文化特性的量表來測度新加坡民眾的快樂幸福感，以提供未來心理健康促進相關政策擬訂之參考。

### 不丹
不丹首創「國民幸福毛額」（Gross National Happiness） 的概念，又稱「國民幸福總值」，其包含人類發展、文化與遺產、均衡與公平的發展、政府治理、環境永續發展等五大目標。GNH與心理健康概念相通之處在於主觀幸福感、知覺自我效能、自主性、能力、代間（inter-generational）獨立性、充分發揮自己智能與情緒的潛能等方面。
1997年，不丹政府開始在基層衛生照護體系之下，推展一種整合性的社區心理健康服務方案，乃介於傳統醫療（如達磨、冥想、瑜伽等）與現代心理衛生專業之間。在2002－2007年之間，此心理衛生方案已被衛生部列為重要優先的服務之一。
在心理健康促進方面，不丹政府認為應該包含在公共教育之中，所以每年都配合「世界心理健康日」，同時舉辦「心理健康週」活動，內容有心理衛生教育及專業人員的訓練等。

### 馬來西亞
1991年，衛生部首先發起「健康生活型態運動」，到了1997－2002年的第二個階段，「心理健康促進2000」成為此運動的主題，其目標對象為一般人口與特定群體（如兒童、青少年、父母、成年工作者、老人等）兩種。
1997年，衛生部提出「國家心理健康政策」，其中關於心理健康促進與預防的政策目標有以下兩項：
- 提供促進整體人口心理健康與幸福感的相關任何方案及活動之規劃及執行的基本發展策略和方向。
- 致力改善有發展心理社會問題高風險群體的心理衛生相關服務品質。

2001年，正式通過「心理衛生法」，內容分為十二個部份，提供推展心理衛生服務相關詳細的政策指引。
2010年8月，衛生部決定成立「推廣心理健康理事會」，以提供衛生部長相關諮詢與建議，其成員包括心理專家、公共衛生專家、擁有豐富經驗的非政府組織成員等，進而確保有關計劃符合國家心理健康政策。

### 菲律賓
目前，菲律賓有心理健康相關政策，但其功能受限於極少的經費預算與立法權。至2008年止，該國尚未建立「心理衛生法」，心理衛生相關經費僅佔所有衛生醫療預算的0.02%。

### 伊拉克
伊拉克心理衛生系統正處在初步發展的階段，由於受到美國「藥物濫用暨心理健康服務署 （页面存档备份，存于）」（SAMHSA）、英國「國家健康照護 （页面存档备份，存于）」（NHS） 單位、世界衛生組織 （页面存档备份，存于）（WHO）等協助，現在已開始研擬該國的心理健康政策。2005年，並通過「心理衛生法」，其重點在於服務使用者、家屬與照顧者的權利。

### 日本
1995年，日本通過「心理衛生法」，首度將心理疾病明確定義為一種障礙，此法也在倡導「常態化」（normalization）的概念。日本心理衛生相關經費佔其國內生產總值（GDP）的0.5%，這比例雖然高出許多國家，但仍只是整體衛生醫療預算當中的一小部份。

### 歐盟
歐洲國家的整體心理健康政策是由「歐盟委員會 （页面存档备份，存于）」（European Commission）來規劃與執行。例如，此委員會負責推動一個「心理健康促進之行動網路」的跨國平台，總計有28個會員國家參加，而且在2004年又發展出一個「歐盟國家心理健康促進與心理疾病預防之行動計劃 （页面存档备份，存于）」，提供各國相關政策架構及作法。
2005年，歐盟委員會出版「改善群體心理健康」綠皮書，提供各會員國家相關策略參考。
2008年，在比利時布魯塞爾舉辦一場以「共同致力心理健康和幸福 （页面存档备份，存于）」為主題之歐盟會員國家心理衛生高層會議，並擬定「歐洲心理健康和幸福公約 （页面存档备份，存于）」。

### 英國
1983年，正式通過「心理衛生法」。
1997年，英國首先提出「現代化的心理衛生服務」的政策基調文件，其特別強調在綜合性的服務及解決服務供應差距的問題。
1999年，英國政府公佈一項「國家服務綱要」（National Service Framework），預計投資七億英鎊來改善心理衛生服務，以及建立成效評估的標準，而心理健康促進是七項標準之一。
至2000年為止，已經關閉多數的精神醫療院所，並將病患轉移至團體之家（group homes）與社區照護系統，逐漸朝社區化發展。
2000年，衛生部「國家健康服務」（National Health Service）計畫持續關注心理衛生問題的早期介入與外展服務，預計引進1000位心理衛生工作人員，50個早期介入的團隊，500位額外的社區心理衛生團隊人員，335個危機反應與居家治療團隊，220個肯定性外展（assertive outreach）團隊。這些服務模式皆強調「非醫院為基礎」的系統性介入與後續追蹤。
2003年，健康促進委員會（Commission for Health Improvement）針對心理衛生服務執行成效提出報告及相關建議。
2007年，衛生部接受首相的經濟顧問（理查‧萊亞德）之建議，將在2010－2011年分別編列1億7千萬英鎊之「國家健康服務」（NHS）經費，預計訓練3600位心理治療師，提供一百萬民眾之「認知行為治療」服務。
2009年，政府開始推動「新地平線方案」（New Horizons programme），以改善國家的快樂幸福，及提供心理衛生相關服務。

#### 蘇格蘭
「心理衛生」被列為蘇格蘭地區公共衛生的優先項目。2001年，蘇格蘭政府提出為期六年（至2006年止）的「提昇心理健康及幸福感之國家型計劃 （页面存档备份，存于）」（包含行動計畫），其中有一項計畫是建置「國家心理健康與幸福指標系統」，以做為蘇格蘭政府提昇心理衛生服務品質之客觀參考。
目前，蘇格蘭政府已經展開另一項新的政府及行動三年（2009－2011年）計畫：「建立一個心理興榮（Flourishing）的蘇格蘭 （页面存档备份，存于）」，其主要目標在創造一個更加成功與繁榮的社會環境，每個人都有機會充分發揮其潛力，提昇良好的心理幸運感，減少心理疾病的發生，也有效改善心理疾病患者的生活品質。

### 加拿大
1988年，政府出版「建立支持性的社區」報告，首度確認服務使用者、家屬與服務提供者之間夥伴關係的必要性。
1993年，政府出版「以人為本」的政策架構，其目標將經費資源聚焦在危機、個案管理、支持性住宅、服務使用者、家庭支持等方面。
1999年，政府出版「使其發生」的執行架構，決定投資增設新的社區型的服務，例如60個積極性社區治療方案，2000個支持性住宅單位（遊民）。
2001年，政府設置9個心理衛生的執行任務小組，七大工作項目包括：在未來十年，持續致力於心理衛生的各項改革；繼續投資在社區心理衛生服務（如支持性住宅、服務使用者之倡導等）；完全撤出省級精神醫療院所的相關投資；透過立法及政策的運作過程，將區域及地方心理衛生系統的經費與管理權，逐步下放給區域及地方政府；以公共教育方式來消除心理疾病的污名化；利用績效評核來改善責信（accountability）；簡化服務流程與及早做介入。

### 美國
1946年，國會通過「國家心理衛生法案」，首度提供心理衛生專業訓練與相關研究之巨額經費，此為美國國家心理健康政策之開端。1949年，「國家心理衛生研究院」也由此成立，以提供聯邦政府相關政策之建議。
1960年代開始，美國展開著名的社區心理衛生運動（Community Mental Health Movement），發起者包括政府部門、政治活動家、心理衛生相關專業與半專業人員等。
1961年，由總統任命的「心理疾病與心理健康委員會」（JCMIMH）提出「心理衛生行動」報告並送交國會，甘迺迪總統也組成一個內閣級委員會來分析報告結果，此委員會最後建議越過現有精神醫療體系，以聯邦經費在各州成立社區心理衛生中心的服務系統。因此，去機構化（institutionlization）的政策正式形成。
1963年，國會通過「社區心理衛生中心法案」，除了組織架構與人員配置之外，並明訂各中心必須提供五項必要的服務，包括住院照護、門診照護、部份醫療化日間照護、緊急照護及諮詢與教育等，這是美國社區心理衛生服務的突破性開展。
1964年，詹森總統宣佈推動「大社會計劃」（Great Society），主要目標在消除貧窮與種族不平等。此亦開啟公民參與社區方案之先河，包括社區心理衛生中心相關方案，但執行成效不是很好。
1965年，社會安全法案授權聯邦及州政府開始實施Medicare與Medicaid的醫療保險及補助制度，其主要受益對象為貧困者、殘障與65歲以上老年人等，其中一小部份為精神醫療相關照護服務，但僅限於一般醫院的住院病人。Medicaid在當時被認為是全國單一最大的心理衛生方案。
1981年，雷根政府主政時期，通過「綜合預算調節法案」，此法案有諸多重大影響，包括將「酒精、藥物濫用與心理衛生」整合型補助項目列入，並終止社區心理衛生中心的聯邦經費，以及刪減國家心理衛生研究院相關預算，物質濫用（substance abuse）防治工作蔚成心理衛生政策的重心。1986年，國會並通過「反毒品濫用法案」。從此，聯邦政府正式卸下在社區心理衛生中心的角色功能，而1960年代以來的社區心理衛生運動也轉至自助團體與其他草根性的民間組織等繼續發展。
目前，各州地區性的心理衛生服務的主要提供者已由當初的社區心理衛生中心轉至精神醫療院所、健康維護組織（HMO）、員工協助方案（EAP）機構、個人與團體執業者等。
2002年，小布希總統設立了「總統的心理健康新自由委員會」，促使心理衛生服務產生諸多重大變革。例如，2003年聯邦衛生首長（Surgeon General）提出報告指出，心理衛生系統存在污名化、私人保險的限制、服務分散等問題。因此，總統委員會也提出改善心理衛生服務的六大方向，包括強調心理健康促進（心理與身體健康同等重要）、舉辦消除心理疾病污名化的全國性活動、心理衛生照護應以服務使用者與其家屬的需求為導向（如提供成人與兒童的個別照護計畫及相關權益保障等）、透過改善鄉村及偏遠地區獲得優質照護的可及性來縮小心理衛生服務的差距、藉由擴展兒童心理健康促進活動與學校心理衛生方案來進行早期的篩檢評估、加強心理衛生與物質濫用併發問題的篩檢並提供相關整合性的治療處遇、基層醫療的心理衛生問題篩檢並同時提供治療與支持服務、加速進行各項重點主題（如復原力、康復、治療等）的研究以建立實證基礎的實務模式及提昇專業人力的水準、運用科技在便利獲得心理衛生相關服務與資訊（如遠距健康照護）、電子健康紀錄與資訊系統的整合及發展等。
2008年，「心理衛生與成癮醫療保險平等法案」通過，此法案要求團體健康計劃或醫療保險每年對心理衛生服務的補貼限額不得低於醫療與手術的補貼限額。
目前，聯邦政府負責心理健康政策的單位是衛生暨人類服務部 （页面存档备份，存于）的藥物濫用暨心理健康服務署 （页面存档备份，存于）（SAMHSA）。而各州郡政府 （页面存档备份，存于）亦設有心理衛生部門（如加州）或心理健康辦公室（如紐約州）等，以擬定州級的心理健康相關政策。

## 心理健康政策評估的策略與工具

### 心理健康國家概覽（MHCP）
「心理健康國家概覽」（Mental Health Country Profile）是由「國際心理健康政策與服務計劃」研發的評估工具，以協助世界各國相關政策制定者或研究人員去發展以實證為基礎的心理健康政策。MHCP包含該國人口的需求及要求、可利用的資源、服務提供模式、健康及社會的結果等四個面向。

### 心理衛生系統評估工具（WHO-AIMS）
2003年，世界衛生組織為改變世界上還有將近一半（40－50%）中低收入國家沒有制定心理健康政策的現況，於是發展了一套「心理衛生系統評估工具」（WHO Assessment Instrument for Mental Health Systems），以提供蒐集國家的心理衛生系統基礎建設的相關資訊，進而促進該國發展的心理健康政策。WHO-AIMS包含政策與立法架構、心理衛生服務、基層照護的心理衛生、人力資源、社會大眾的教育、監測與研究等六個面向。

## 延伸閱讀
- 落實社區心理衛生之重要使命及政策方向

## 外部連結
- 台灣社區心理學資訊網
- 美國衛生暨人類服務部 （页面存档备份，存于）─藥物濫用暨心理健康服務署 （页面存档备份，存于）（SAMHSA）
- 澳洲新南威爾斯省心理健康學會 （页面存档备份，存于）
- 紐西蘭心理健康基金會 （页面存档备份，存于）